# Joakim Borda-Pedreira
Joakim Waskar Olañeta de Borda y Pedreira (nacido en 1977) es un historiador de arte, crítico de arte y curador de origen boliviano que desde 2010 radica en Noruega. Entre 2012 y 2015 fue curador del Festival del Norte de Noruegay desde entonces ha sido director de varias instituciones de arte noruegas, como los Centros de Arte de Noruega (KIN) y Galleri Format Oslo. Desde 2018 ocupa el puesto como director de RAM Gallery en Oslo. 
Es editor y autor de numerosos artículos, antologías y libros de arte contemporáneo e histórico, publicando bajo el nombre de Joakim Borda-Pedreira. 
En 2017, fundó el Nordic Institute of Art, una organización que trabaja para promover la historia del arte nórdico a nivel internacional, a través de exposiciones y libros, junto con el historiador de arte Knut Ljøgodt .

## Investigación história del arte.
Paralelamente con el arte contemporáneo, Borda-Pedreira se ha profundizado en la historia del arte virreinal latinoamericano de los siglos XVII y XVIII. Su investigación está especialmente enfocada en el pintor boliviano Melchor Pérez Holguín (1660-1732), como también sobre la circulación de arte ibero-americano en la Europa moderna. 